# Tropocyclops nananae
Tropocyclops nananae là một loài động vật giáp xác thuộc họ Cyclopidae. Đây là loài đặc hữu của Brasil. Môi trường sống tự nhiên của chúng là đầm lầy, hồ nước ngọt, và đầm nước ngọt.